# Mil Milhas Brasil

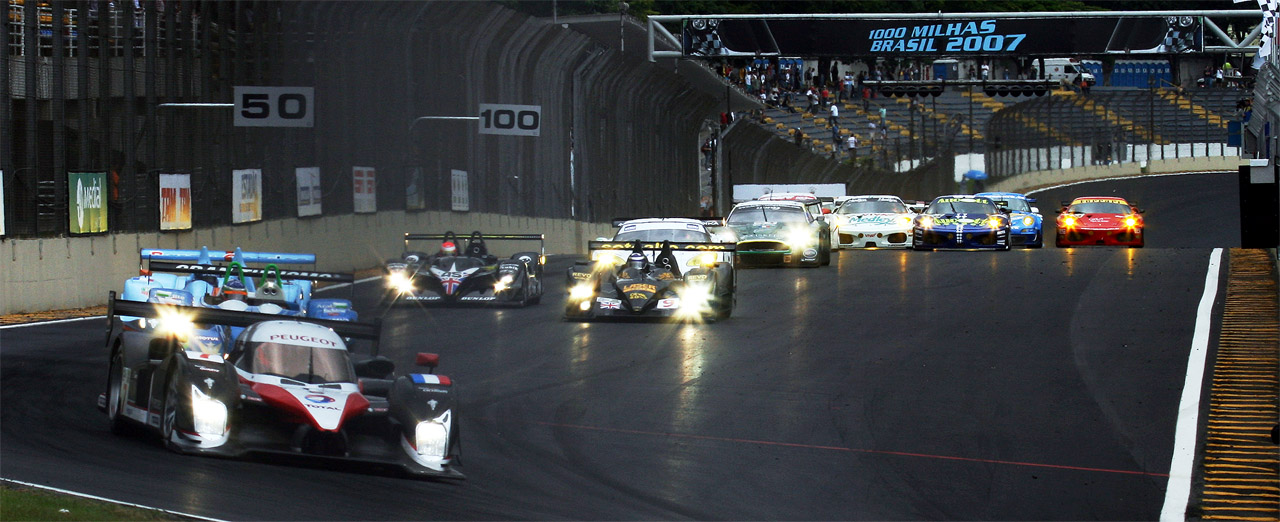
Una immagine dell'edizione 2007 della corsa

La Mil Milhas Brasil o Mil Milhas Brasileiras è una gara automobilistica di durata per vetture GT e vetture sport che si svolge in Brasile dal 1956 e riprende il nome, Mille Miglia, della famosa competizione italiana.
La prima edizione fu organizzata da Eloy Gogliano e Wilson Fittipaldi Sr, il padre dei piloti di Formula 1 Wilson Fittipaldi Júnior ed Emerson Fittipaldi, che essendo un giornalista riuscì a pubblicizzare l'evento e ottenne il supporto finanziario di sponsor quali aziende specializzate in parti di ricambio per automobili.
La prima edizione si disputò il 24–25 novembre, 1956 con la partecipazione di 31 vetture sport sul Circuito di Interlagos.
In seguito la Mil Milhas è stata organizzata con periodicità annuale ed è diventata uno degli eventi motoristici più importanti in Brasile, normalmente si è sempre svolta a Interlagos ma nel 1997 e nel 1999 si è corsa rispettivamente sui circuiti di Jacarepaguá e Curitiba.
Nel 2007 la competizione è entrata a far parte, per la prima volta, di un campionato internazionale la Le Mans Series.
Zeca Giaffone è il vincitore del maggior numero di edizioni: 1981, 1984, 1986, 1988 e 1989.

## Vincitori
| Anno     | Piloti                                                             | Vettura                   |
| -------- | ------------------------------------------------------------------ | ------------------------- |
| 1956     | Catharino Andreatta Breno Fornari                                  | Carretera Ford            |
| 1957     | Aristides Bertuol Orlando Menegaz                                  | Carretera Chevrolet       |
| 1958     | Catharino Andreatta Breno Fornari                                  | Carretera Ford            |
| 1959     | Catharino Andreatta Breno Fornari                                  | Carretera Ford            |
| 1960     | Chico Landi Christian Heins                                        | Alfa Romeo JK 2000        |
| 1961     | Italo Bertão Orlando Menegaz                                       | Chevrolet Corvette        |
| 1962 -64 | Non disputata                                                      | Non disputata             |
| 1965     | Justino de Maio Victoria Azzalin                                   | Carretera Chevrolet       |
| 1966     | Camilo Christófaro Eduardo Celidôneo                               | Chevrolet Corvette        |
| 1967     | Luiz Bueno Luiz Terra Smith                                        | Interlagos Mark 1         |
| 1970     | Abílio Diniz Alcides Diniz                                         | Alfa Romeo GTA 2000       |
| 1971 -72 | Non disputata                                                      | Non disputata             |
| 1973     | Bird Clemente Nilson Clemente                                      | Ford Maverick 4800        |
| 1974 -80 | Non disputata                                                      | Non disputata             |
| 1981     | Zeca Giaffone Affonso Giaffone Chico Serra                         | Chevrolet Opala Stock Car |
| 1982     | Non disputata                                                      | Non disputata             |
| 1983     | Fausto Wajchenberg Vicente Corrêa Valdir Silva                     | Volkswagen Passat         |
| 1984     | Zeca Giaffone Reinaldo Campello Maurizio Sandro Sala               | Chevrolet Opala Stock Car |
| 1985     | Paulo Gomes Fábio Sotto Mayor                                      | Chevrolet Opala Stock Car |
| 1986     | Zeca Giaffone Affonso Giaffone Walter Travaglini                   | Chevrolet Opala Stock Car |
| 1987     | Luís Pereira Marcos Gracia                                         | Chevrolet Opala Stock Car |
| 1988     | Zeca Giaffone Luís Pereira Walter Travaglini                       | Chevrolet Opala Stock Car |
| 1989     | Zeca Giaffone Walter Travaglini                                    | Chevrolet Opala Stock Car |
| 1990     | Carlos Alves José Carlos Dias                                      | Chevrolet Opala Stock Car |
| 1991     | Non disputata                                                      | Non disputata             |
| 1992     | Klaus Heitkotter Jurgen Weis Marc Gindorf                          | BMW M3 2300               |
| 1993     | Antônio Hermann Franz Konrad Franz Prangemeier                     | Porsche 911               |
| 1994     | Wilson Fittipaldi Christian Fittipaldi                             | Porsche 911 RSR           |
| 1995     | Wilson Fittipaldi Antônio Hermann Franz Konrad                     | Porsche 993               |
| 1996     | André Lara Resende Roberto Keller Roberto Aranha                   | Porsche 911               |
| 1997     | Nelson Piquet Johnny Cecotto Steve Soper                           | McLaren F1 GTR            |
| 1998     | Tom Stefani André Grillo Júlio Fernandes                           | AS Vectra 2.0             |
| 1999     | Beto Borghesi Jair Bana Luciano Borghesi                           | Aldee AP-2000             |
| 2000     | Non disputata                                                      | Non disputata             |
| 2001     | André Lara Resende Régis Schuch Max Wilson Flávio Trindade         | Porsche 911 GT3           |
| 2002     | Régis Schuch Flávio Trindade Raul Boesel                           | Porsche 911 GT3           |
| 2003     | Ingo Hoffmann Xandy Negrão Ricardo Etchenique Fernando Nabuco      | Porsche 911 GT3           |
| 2004     | Stefano Zonca Angelo Lancelotti Fabrizio Gollin                    | Dodge Viper GTS-R         |
| 2005     | Xandy Negrão Xandynho Negrão Guto Negrão Giuliano Losacco          | Audi TT DTM               |
| 2006     | Nelson Piquet Nelsinho Piquet Christophe Bouchut Hélio Castroneves | Aston Martin DBR9         |
| 2007     | Nicolas Minassian Marc Gené                                        | Peugeot 908 HDi FAP       |
| 2008     | Raul Boesel Max Wilson Marcel Visconde                             | Porsche 911 GT3 RSR       |